# گنجشک دارمرز
گنجشک دارمرز (نام علمی: Spizella breweri taverneri) یک گونه از گنجشکان جهان جدید بحث‌برانگیز آرایه‌شناسی است. معمولاً به عنوان یک زیرگونه از گنجشک بروئر در نظر گرفته می‌شود، اما هنوز هم توسط بسیاری از مقامات یک گونه مشخص Spizella taverneri در نظر گرفته می‌شود. در حالی که گنجشک دارمرز به‌طور قابل تشخیصی در برخی جزئیات متفاوت است، جدایی تولیدمثلی کمی بین گونه‌ها وجود دارد.
زمانی که هنوز به عنوان یک گونه در نظر گرفته می‌شد، در فهرست IUCN به عنوان کمترین نگرانی در نظر گرفته شد.